# 金毓崟
金毓崟（1928年—2022年12月28日），又名金子忠、金子中，愛新覺羅氏，滿族，北京人，溥佳之子，載濤之孫。
金毓崟屬清朝宗室近支後裔，是道光帝玄孫，宣統帝堂姪。他曾負笈日本，通曉日語，後為堂叔溥傑擔任祕書多年，深受溥傑讚賞。2022年12月28日病卒，享耆壽94岁。